# Lista de episódios de WandaVision
WandaVision é uma minissérie estadunidense criada para o Disney+, baseada nos personagens Wanda Maximoff / Feiticeira Escarlate e Visão, da Marvel Comics. Três semanas após os eventos de Avengers: Endgame (2019), Wanda Maximoff e Visão estão vivendo uma vida suburbana idílica na cidade de Westview, no estado de New Jersey, tentando esconder suas verdadeiras identidades. À medida que começam a entrar nas novas décadas, o casal suspeita que as coisas não são o que parecem. A série foi criada por Jac Schaeffer, com a direção de Matt Shakman e produzida pelo Marvel Studios. É a primeira série televisiva do Universo Cinematográfico Marvel (UCM) produzida pelo Marvel Studios, compartilhando continuidade com os filmes da franquia e ocorrendo após os eventos do filme Avengers: Endgame.
Elizabeth Olsen e Paul Bettany reprisam seus respectivos papéis como Wanda Maximoff e Visão da série de filmes, com Debra Jo Rupp, Fred Melamed, Kathryn Hahn, Teyonah Parris, Randall Park, Kat Dennings e Evan Peters também estrelando. A série consiste em 9 episódios e teve a sua estreia em 15 de janeiro de 2021, com o lançamento dos dois primeiros episódios, e foi finalizada em 5 de março de 2021. A seguir, apresenta-se uma lista de episódios, listados em ordem de sua data de exibição original, junto com uma breve descrição do enredo.

## Resumo
| Temporada | Temporada | Episódios | Episódios | Originalmente exibido | Originalmente exibido |
| Temporada | Temporada | Episódios | Episódios | Estreia da temporada  | Final da temporada    |
| --------- | --------- | --------- | --------- | --------------------- | --------------------- |
|           | 1         | 9         | 9         | 15 de janeiro de 2021 | 5 de março de 2021    |

## Episódios
| N.º | Título | Dirigido por | Escrito por                       | Exibição original       |
| --- | --- | ------------ | --------------------------------- | ----------------------- |
| 1 | "Filmed Before a Live Studio Audience" "Gravado Ao Vivo Com Plateia (BR)" Filmado com Público ao Vivo (PT)" | Matt Shakman | Jac Schaeffer                     | 15 de janeiro de 2021   |
| Durante a década de 1950, os recém-casados Wanda e Visão mudam-se para a cidade de Westview. Eles tentam se misturar, apesar de Visão ser um andróide e Wanda ter habilidades telecinéticas. Um dia eles notam um coração desenhado no calendário, mas nenhum deles consegue se lembrar qual é a ocasião. Enquanto Visão vai trabalhar na Computational Services Inc., Wanda decide que o coração representa o aniversário de casamento. A vizinha Agnes se apresenta a Wanda e a ajuda a se preparar para as bodas. No trabalho, Visão surpreende seus colegas com sua velocidade, mas não tem certeza do que sua empresa realmente faz. Seu chefe, o Sr. Hart, lembra Visão que ele e sua esposa, Sra. Hart, irão jantar na casa de Visão e Wanda naquela noite, que é o que o coração no calendário representa. Naquela noite, Wanda e Visão fazem de tudo para esconder suas habilidades, enquanto fazem um jantar de última hora para os Harts. Durante a refeição, o Sr. Hart engasga com sua comida e Visão tem que usar suas habilidades para salvá-lo. Todos esses eventos estão sendo assistidos por alguém na tela de uma televisão. Um comercial durante o programa WandaVision anuncia uma torradeira Stark Industries ToastMate 2000.                                                                              | |              |                                   |                         |
| 2 | "Don't Touch That Dial" "Não Mude de Canal (BR/PT)"                                                         | Matt Shakman | Gretchen Enders                   | 15 de janeiro de 2021   |
| Durante a década de 1960, Wanda e Visão começam a ouvir ruídos estranhos fora de sua casa. No dia seguinte, eles preparam números de mágica para um show de talentos do bairro. Wanda e Agnes então passam o dia com Dottie e um grupo de mulheres da vizinhança, enquanto Visão participa de uma reunião da vigilância do bairro sem ser convidada. Wanda faz amizade com outra vizinha, Geraldine, e começa a notar outras coisas estranhas, como uma voz no rádio que parece estar falando com ela. Na reunião de vigias do bairro, Visão faz amizade com os homens locais e eles lhe dão um chiclete, que ao se prender nos seus mecanismos internos, faz Visão agir de forma embriagada no show de talentos, revelando suas habilidades para a vizinhança. Wanda usa suas próprias habilidades para fazer Visão parecer que está fazendo truques de mágica simples. Seu desempenho é bem recebido e eles voltam para casa felizes, mas vêem um apicultor emergindo de um bueiro em sua rua. Wanda entra em pânico e sua realidade volta para antes da figura aparecer. O cenário então muda para a década de 1970. Um comercial durante o programa WandaVision anuncia relógios Strücker. | |              |                                   |                         |
| 3 | "Now in Color" "Agora em Cores (BR)" E Agora a Cores (PT)"                                                  | Matt Shakman | Megan McDonnell                   | 22 de janeiro de 2021   |
| Durante a década de 1970, o Dr. Nielson verifica a gravidez de Wanda, diz que ela está com quatro meses e que está tudo bem, antes de partir para as férias planejadas com sua esposa. Enquanto Visão vê Nielson sair, ele vê seu vizinho Herb cortando a parede sem saber. Wanda e Visão pintam o quarto do bebê enquanto debatem qual será o nome de seu filho, antes que a gravidez de Wanda chegue aos seis meses. Quando começam as contrações, suas habilidades começam a mover as coisas na casa e, eventualmente, desligam a energia da cidade inteira. Geraldine chega e ajuda Wanda a dar à luz aos gêmeos Tommy e Billy. Visão vê Agnes e Herb fofocando do lado de fora. Eles falam sobre Geraldine, que acaba de chegar à cidade e não tem casa nem família. Lá dentro, Wanda interroga Geraldine depois que esta revela que ela sabe que Ultron matou o irmão gêmeo de Wanda, Pietro. Wanda percebe que Geraldine está usando um pingente com o emblema de uma espada. Quando Visão retorna, Geraldine se foi. Fora de Westview, Geraldine é expulsa de uma parede de estática e é cercada pelos agentes da S.W.O.R.D.. Um comercial durante o programa WandaVision anuncia sabonete de banho HYDRA Soak. | |              |                                   |                         |
| 4 | "We Interrupt This Program" "Interrompemos Este Programa (BR/PT)"                                           | Matt Shakman | Bobak Esfarjani e Megan McDonnell | 29 de janeiro de 2021   |
| A capitã Monica Rambeau, uma agente da S.W.O.R.D., retorna à vida após o Estalo e descobre que sua mãe, Maria, morreu de câncer. Três semanas depois, Monica retorna ao trabalho e é enviada pelo diretor em exercício, Tyler Hayward, para ajudar o agente do FBI Jimmy Woo com um caso de pessoa desaparecida em Westview, New Jersey. Eles descobrem um campo de energia em torno da cidade, para o qual Monica é puxada. Em 24 horas, a S.W.O.R.D. estabelece uma base ao redor da cidade e envia drones e um agente para investigar. A Dra. Darcy Lewis é convidada a estudar os fenômenos e descobrir sinais de transmissão da sitcom WandaVision. Eles usam isso para observar os eventos dentro da cidade, descobrem que os verdadeiros residentes foram "escalados" como personagens da sitcom e veem Monica se disfarçar de "Geraldine". Darcy e Jimmy tentam sem sucesso usar o rádio para contatar Wanda. Quando Monica menciona Ultron, Wanda a expulsa da cidade. A ilusão da sitcom desaparece e Wanda vê que Visão é, na verdade, um cadáver. Horrorizada, ela restaura a ilusão. Monica acorda na base da S.W.O.R.D. e afirma que Wanda está controlando tudo. | |              |                                   |                         |
| 5 | "On a Very Special Episode..." "Em um Episódio Muito Especial... (BR)" Um Episódio Muito Especial... (PT)"  | Matt Shakman | Peter Cameron e Mackenzie Dohr    | 5 de fevereiro de 2021  |
| Durante a década de 1980, Wanda e Visão fazem de tudo para impedir que Tommy e Billy chorem. Agnes se oferece para ajudar a cuidar dos meninos, mas Visão questiona seu comportamento. Ele e Wanda são interrompidos quando Tommy e Billy, de repente, atingem os 5 anos de idade. Quando um cachorro aparece em sua casa, os meninos pedem para ficar com ele e Agnes sugere o nome de Sparky. Wanda quase revela suas habilidades para Agnes, preocupando Visão, enquanto os meninos envelhecem novamente para os 10 anos de idade. No trabalho, Visão lê um e-mail da S.W.O.R.D., revelando a situação em Westview. Ele consegue quebrar a magia de um verdadeiro residente de Westview e descobre que Wanda está controlando a cidade. A S.W.O.R.D. envia um drone da década de 1980 para Westview e tenta matar Wanda sob as ordens de Hayward. Ela surge do campo estático com o drone destruído e avisa Hayward para deixá-la em paz. Depois que Sparky morre inesperadamente, Visão confronta Wanda sobre suas ações. Eles são interrompidos novamente quando Pietro chega; assistindo à transmissão, Darcy observa que Pietro foi "reescalado". Um comercial durante o programa WandaVision anuncia toalhas de papel Lagos.                                                                                             | |              |                                   |                         |
| 6 | "All-New Halloween Spooktacular!" "Um Halloween Assustadoramente Inédito! (BR/PT)"                          | Matt Shakman | Chuck Hayward e Peter Cameron     | 12 de fevereiro de 2021 |
| Durante a década de 1990, Wanda quer passar o primeiro Halloween dos meninos juntos como uma família, mas Visão diz a ela que vai patrulhar as ruas com os vigias do bairro. Pietro se oferece para ser uma figura paterna e leva Tommy e Billy para pedir doces, causando alguns problemas com sua supervelocidade, que Tommy herdou. Herb está de plantão e revela que Visão não está trabalhando com eles naquele dia. Em vez disso, Visão explora mais longe de sua casa e encontra residentes de Westview imóveis em suas posições, incluindo Agnes. Visão fala com a verdadeira Agnes e ela diz que ele está morto. Fora de Westview, Hayward ordena que Monica, Darcy e Jimmy deixem a base, mas eles entram sorrateiramente e invadem seu computador. Eles descobrem que Hayward está rastreando a assinatura de vibranium de Visão, enquanto ele tenta atravessar a parede estática, começando a se desintegrar. Billy percebe isso e diz a Wanda, que expande a parede hexagonal estática. Visão, Darcy e vários agentes da S.W.O.R.D. são envolvidos pelo novo limite do "hex". Um comercial durante o programa WandaVision anuncia o iogurte Yo-Magic. | |              |                                   |                         |
| 7 | "Breaking the Fourth Wall" "Derrubando a Quarta Parede (BR)" Derrubar a Quarta Parede (PT)"                 | Matt Shakman | Cameron Squires                   | 19 de fevereiro de 2021 |
| Durante a década de 2000, Wanda decide ter um dia só para ela. Agnes concorda em ser babá de Tommy e Billy e os leva para sua casa. Visão acorda e encontra os agentes da S.W.O.R.D. dentro da fronteira que agora são membros de um circo. Ele encontra Darcy e a libera do feitiço. Darcy conta ao Visião sobre a sua morte e os eventos que levaram à situação atual. Wanda vê várias partes de sua casa mudando constantemente e não consegue controlá-las. Fora de Westview, Monica e Jimmy se encontram com o pessoal de confiança da S.W.O.R.D. e obtêm um veículo capaz de cruzar a barreira. Quando o mesmo não consegue, Monica decide entrar sozinha; ela atravessa a parede estática e emerge com uma visão aparentemente ampliada. Quando Monica confronta Wanda, Agnes diz a Monica para ir embora e leva Wanda para sua casa. Wanda procura os meninos no porão e descobre um estranho covil. Agnes se apresenta como Agatha Harkness e revela que ela também é uma usuária de magia. Foi Agatha quem enviou Pietro para Wanda, e foi ela que matou o Sparky. Um comercial durante o programa WandaVision anuncia os antidepressivos Nexus. Na cena durante os créditos, Monica investiga a casa de Agatha e descobre um porão, sendo, aparentemente, capturada por Pietro.                                       | |              |                                   |                         |
| 8 | "Previously On" "Nos Capítulos Anteriores (BR)" No Episódio Anterior... (PT)"                               | Matt Shakman | Laura Donney                      | 26 de fevereiro de 2021 |
| Em Salem, em 1693, Agatha Harkness é julgada por um coven de bruxas por praticar magia negra. Enquanto tentam matá-la, ela drena a vida delas. Atualmente, Agatha exige saber como Wanda está controlando Westview, ameaçando-a com a vida de seus filhos. Ela força Wanda a reviver momentos-chave de sua vida, incluindo quando ela e Pietro ficaram presos em escombros ao lado de uma bomba que não explodiu. É revelado que a própria Wanda foi capaz de impedir a explosão da bomba, usando habilidades mágicas que ela possuía desde o seu nascimento. Mais tarde, é mostrado que Wanda visitou a S.W.O.R.D. para tentar recuperar o corpo do Visão. Ao descobrir o androide mutilado, Wanda se irrita e invade o laboratório, mas, incapaz de sentir o Visão, ela sai, deixando o corpo para trás. Finalmente, Wanda dirige para um lote em Westview, que Visão comprou para ela com a intenção de morarem juntos. Em um acesso de dor, ela cria uma casa no lote, manifesta uma nova versão de Visão e, por fim, estende o Feitiço por toda a cidade. No final, Agatha diz que a Wanda é a Feiticeira Escarlate. Na cena durante os créditos, Hayward é capaz de reativar o corpo reconstruído do Visão original. | |              |                                   |                         |
| 9 | "The Series Finale" "O Grande Final (BR)" Final da Série (PT)"                                              | Matt Shakman | Jac Schaeffer                     | 5 de março de 2021      |
| Agatha tenta tirar a magia do caos da Wanda. O Visão branco entra em Westview e luta contra o Visão da realidade que a Wanda criou, enquanto Agatha libera os residentes de Westview do controle de Wanda. Estando zangados, eles se voltam contra a Wanda e exigem que ela os solte. Wanda fica sobrecarregada e começa a abrir a barreira, fazendo com que o Visão e os gêmeos comecem a se desintegrar. Hayward e os agentes da S.W.O.R.D. entram antes que Wanda sele a barreira novamente. Monica confronta "Pietro", que é um residente chamado Ralph Bohner, e o liberta do feitiço de Agatha. Ela então ajuda os gêmeos a impedirem a S.W.O.R.D., enquanto o Visão é capaz de restaurar as memórias do Visão branco que decide partir. Wanda engana Agatha, lançando um feitiço que tira sua magia e a aprisiona em Westview como "Agnes". Wanda decide desistir de sua nova família e se despede antes de derrubar a barreira. Ela então se esconde para aprender sobre seus poderes. Na cena durante os créditos, Hayward é preso por adulteração de evidências e Monica é informada por uma Skrull que um amigo de sua mãe quer se encontrar com ela. Na cena pós-créditos, Wanda está vivendo em uma cabana remota, enquanto sua forma astral estuda o Darkhold quando de repente ouve os seus filhos pedindo ajuda. | |              |                                   |                         |